# Nathaniel Boyden

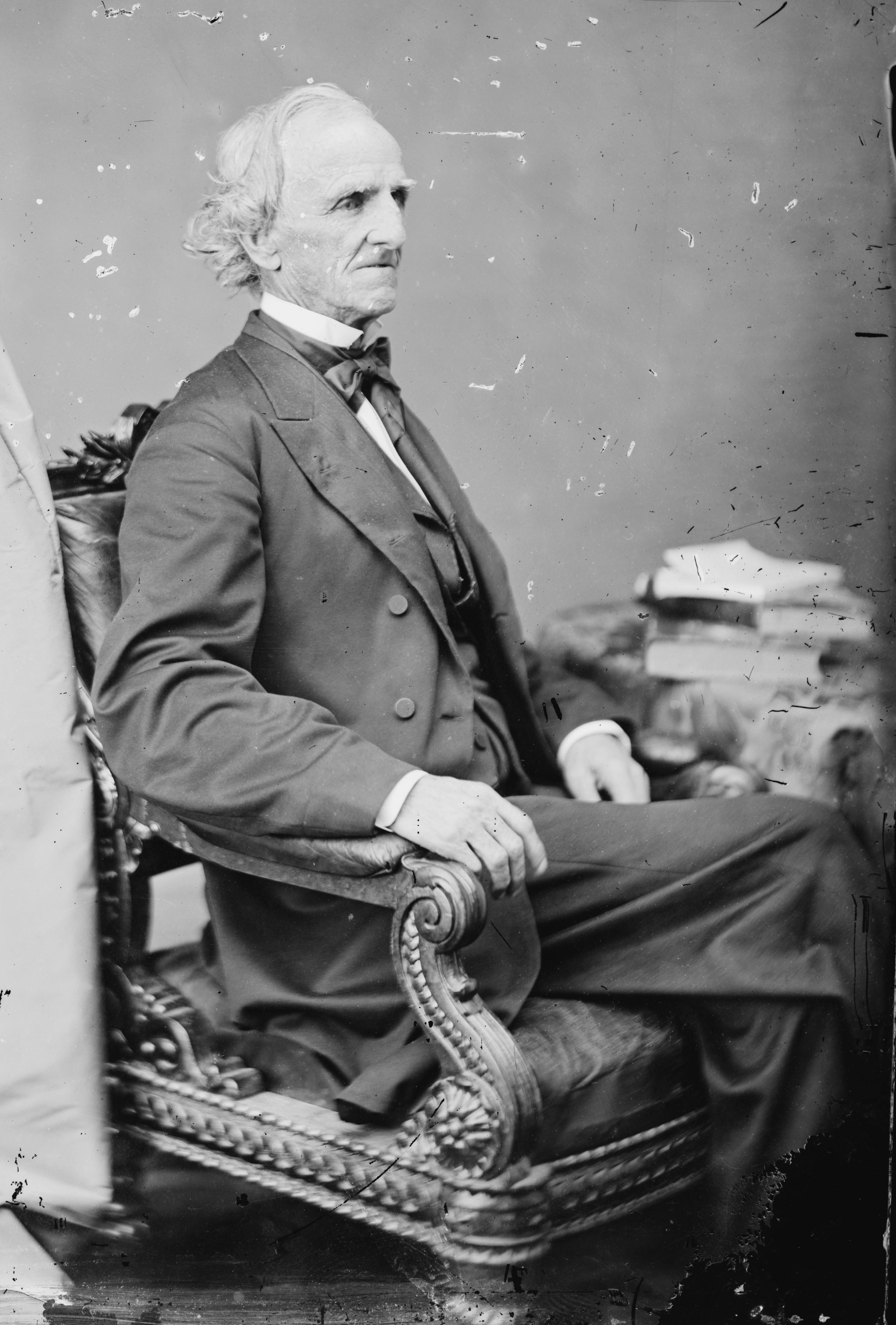
Nathaniel Boyden

Nathaniel Boyden (* 16. August 1796 in Conway, Massachusetts; † 20. November 1873 in Salisbury, North Carolina) war ein US-amerikanischer Politiker. Zwischen 1847 und 1849 sowie nochmals in den Jahren 1868 und 1869 vertrat er den Bundesstaat North Carolina im US-Repräsentantenhaus.

## Werdegang
Nathaniel Boyden besuchte die öffentlichen Schulen seiner Heimat und nahm trotz seiner Jugend am Britisch-Amerikanischen Krieg von 1812 teil. Danach studierte er bis 1821 am Union College in Schenectady (New York). Im Jahr 1822 zog er in das Stokes County in North Carolina, wo er für einige Jahre als Lehrer tätig war. Nach einem Jurastudium und seiner Zulassung als Rechtsanwalt begann er in diesem Beruf zu arbeiten. Gleichzeitig schlug er als Mitglied der Whig Party eine politische Laufbahn ein.
In den Jahren 1838 und 1840 war Boyden Abgeordneter im Repräsentantenhaus von North Carolina.  Ab 1842 war er in Salisbury ansässig, wo er ebenfalls als Anwalt praktizierte. Im Jahr 1844 saß er im Staatssenat. Bei den Kongresswahlen des Jahres 1846 wurde Boyden im zweiten Wahlbezirk von North Carolina in das US-Repräsentantenhaus in Washington, D.C. gewählt, wo er am 4. März 1847 die Nachfolge von Daniel Moreau Barringer antrat. Da er im Jahr 1848 auf eine erneute Kandidatur verzichtete, konnte er bis zum 3. März 1849 nur eine  Legislaturperiode im Kongress absolvieren. Diese war von den Ereignissen des Mexikanisch-Amerikanischen Krieges bestimmt.
Nach seinem Ausscheiden aus dem US-Repräsentantenhaus arbeitete Boyden wieder als Rechtsanwalt. Im Jahr 1865 war er Delegierter auf einer Versammlung zur Überarbeitung der Verfassung von North Carolina. Nach dem Bürgerkrieg und der Wiederzulassung seines Staates zur Union wurde Boyden als konservativer Kandidat im sechsten Bezirk von North Carolina erneut in den Kongress gewählt. Dieses Mandat übte er zwischen dem 13. Juli 1868 und dem 3. März 1869 aus. Bei den regulären Wahlen des Jahres 1868 unterlag er dem Demokraten Francis Edwin Shober. Das damalige Wahlergebnis wurde von Boyden erfolglos angefochten.
Nach seinem Ausscheiden aus dem Kongress betätigte er sich wieder als Anwalt. Im Jahr 1872 wurde er beisitzender Richter am North Carolina Supreme Court. Dieses Amt bekleidete er bis zu seinem Tod am 20. November 1873 in Salisbury.